# Самолётов, Алексей Эдуардович
Алексе́й Эдуа́рдович Самолётов (род. 10 сентября 1963, Новосибирск, РСФСР, СССР) — российский тележурналист, актёр, сценарист и режиссёр, обозреватель телеканала «Звезда». Ранее был специальным корреспондентом программ «Вести», «Вести-Москва», ведущим программы «Мир на грани».

## Биография
С 1967 по 1970 годы — ведущий детских передач новосибирской студии телевидения. В 1980 году поступил в Новосибирское театральное училище (мастерская заслуженного деятеля искусств РСФСР Льва Белова). Тогда же получил приглашение на работу в Новосибирский ТЮЗ (актёр-стажёр). К моменту выпуска в 1984 году был занят в девяти репертуарных спектаклях театра. В этом же году был зачислен в штат театра, где проработал до 1987 года.
С 1987 по 1989 годы — актёр Новосибирского драматического театра «Красный факел». Параллельно с учёбой и работой в театре с 1982 по 1989 годы работал на радио и телевидении режиссёром, был автором и ведущим программ «На студенческой радиоволне», «Студенческий меридиан». С 1983 по 1985 годы — художественный руководитель и режиссёр Новосибирского театра мимики и жеста ВОГ. В 1989 году поступил на заочное отделение факультета журналистики Алтайского государственного университета. Тогда же, в 1989 году, окончательно расстался с театром и ушёл в молодёжную редакцию Новосибирской студии телевидения. Первая должность — ассистент режиссёра.
С 1990 года — автор, ведущий, корреспондент и режиссёр информационной программы «Панорама» Главной редакции информации, режиссёр спортивных программ. Один из авторов идеи создания регионального телевидения, которое впервые в России продемонстрировало свои возможности во время путча в 1991 году. После августовских событий 1991 года, во время которых программа ГРИ «Панорама» стала единственным источником информации в зоне Алтая, Западной и Восточной Сибири и Дальнего Востока, приглашён в качестве внештатного корреспондента в программу «Вести» Российского телевидения. В 1992 году зачислен в штат РТР на должность собственного корреспондента в Новосибирской области.
В 1993 году переведён в Москву (комментатор программы «Вести»). С 1992 года в качестве военного корреспондента побывал в Таджикистане, Афганистане, Абхазии, Грузии, Ингушетии, Северной Осетии, Дагестане, Чечне. Совместно с МЧС принимал участие в ликвидации ЧС на Сахалине, в Чечне, Дагестане, Афганистане, Колумбии. Вместе с первым экипажем МКС «Альфа» работал в условиях искусственной невесомости. Во время захвата больницы в Будённовске сам предложил Шамилю Басаеву обменять заложников на себя и своих коллег — журналистов.
Автор и ведущий телепрограмм об авиации «Под крылом. Самолётов», «МАКС-95», «МАКС-97», «МАКС-99», «МАКС-2001».
С 1 февраля 2003 по 30 июня 2004 года — ведущий еженедельной программы «Мир на грани» на телеканале «Россия».
С января 2004 по декабрь 2013 год — автор и ведущий программ «Радио России», автор ежедневной утренней программы «Взлётная полоса».
С апреля 2016 года — корреспондент-обозреватель программы «Новости дня» на телеканале «Звезда».
Ведёт преподавательскую деятельность.

## Семья
В разводе. Есть два сына — Олег (от первого брака) и Тимур (от второго брака).
Бывшая жена — журналист и телеведущая Ирада Зейналова.

## Высказывания
- Я считаю, что мне с фамилией очень повезло. Но не думаю, что она оказала какое-то влияние на мою жизнь. Просто так совпало: сколько себя помню, всегда увлекался самолётами, хорошо знаю историю авиации. Поэтому тема полётов, самолётов и авиации на работе — моя тема. Репортажи с авиакосмического салона МАКС почти всегда достаются мне. А когда надо мной по этому поводу начинают подшучивать, я всегда говорю: «Ну должен же я оправдывать свою фамилию!»[6].

## Фильмография

### Актёр
- 1967 — Не потеряйте знамя — Миша (главная роль)
- 1976 — Святая святых — мальчик
- 1980 — Свадьба — деревенский мальчишка (эпизод)
- 1983 — Журавлиная песня — старший сын (эпизод)
- 1999 — Наши 90-е — телевизионный репортёр (эпизод)
- 2004 — Холостяки — телевизионный ведущий (эпизод)
- 2006 — Рекламная пауза — диктор-ведущий (эпизод)
- 2009 — Две сестры-2 — следователь прокуратуры
- 2011 — Знаки судьбы — 3 — подполковник Щеглов
- 2013 — Легенда № 17 — телевизионный режиссёр трансляции хоккейного матча СССР — Канада (эпизод)
- 2016 — Психи — ведущий ток-шоу «Поздно» (эпизод)

### Сценарист и режиссёр
Автор сценария и режиссёр более 60 документальных фильмов, транслировавшихся в эфире Новосибирской студии телевидения, «Первого канала», телеканалов «Россия-1», «Россия-24», «Культура» и «Звезда». Фильмы «Руслан, который объединил мир» (2010, режиссёр Олег Галин) и «Добро пожаловать в рай» (2013, режиссёр Дмитрий Кулев) получили дипломы финалистов Нью-Йоркского фестиваля телепрограмм и фильмов. В фильмах рассказывается история создания и эксплуатации в Папуа-Новой Гвинее транспортного самолёта «Руслан». Автор идеи и соавтор сценария (совместно с Алексеем Чуповым и Натальей Меркуловой) художественного фильма «Салют-7» (2017).

## Награды, премии
- Медаль «За укрепление боевого содружества»
- Орден «За личное мужество» (17 января 1994) — за мужество и самоотверженность, проявленные при исполнении профессионального долга в условиях, сопряжённых с риском для жизни[11].
- Медаль ордена «За заслуги перед Отечеством» II степени (11 октября 1995) — за заслуги перед государством и многолетний добросовестный труд[12].
- Медаль «Участнику чрезвычайных гуманитарных операций» (2006)[13][14].
- Премия ФСБ России (номинация «Телевизионные и радиопрограммы», 2008) — за документальный фильм «Формула безопасности» (совместно с Александром Сидоровым).